# Cour provinciale de la Colombie-Britannique
La Cour provinciale de la Colombie-Britannique (en anglais : Provincial Court of British Columbia) est une cour de jugement des procès en Colombie-Britannique qui juge des procédures en matières criminelles, civiles et familiales. Elle est créée par la Provincial Court Act (Loi de la Cour provinciale)  qui définit sa juridiction.
Depuis 2018 et pour un terme de 7 ans, la juge en chef est Melissa Gillespie .